# Chicago Bears 1928
La stagione 1928 dei Chicago Bears è stata la nona della franchigia nella National Football League. La squadra non riuscì a migliorare il record della stagione precedente, scendendo a 7-5-1 e classificandosi quinta. Il problema di Chicago fu l'invecchiare della vecchia guardia, con Joey Sternaman, Paddy Driscoll e George Halas che avevano tutti superato i trent'anni. Inoltre per la prima volta i Bears disputarono un eguale numero di gare in casa e in trasferta, quando in precedenza avevano disputato la maggior parte delle partite in casa poiché attiravano molto più pubblico delle altre squadre. Il gioco sui passaggi iniziò ad assumere maggiore importanza, con Chicago che segnò 11 touchdown su passaggio contro i 13 su corsa, anticipando l'ascesa di Don Hutson e Sammy Baugh nel decennio successivo.

## Calendario
| Stagione regolare |                             |                        |           |           |        |         |
| Data              | Avversario                  | Stadio                 | Risultato | Punteggio | Record | Sintesi |
| 23 settembre      | at Chicago Cardinals        | Normal Park            | V         | 15–0      | 1–0    | Recap   |
| 30 settembre      | at Green Bay Packers        | Green Bay City Stadium | P         | 12–12     | 1–0–1  | Recap   |
| 14 ottobre        | New York Giants             | Wrigley Field          | V         | 13–0      | 2–0–1  | Recap   |
| 21 ottobre        | Green Bay Packers           | Wrigley Field          | S         | 16–6      | 2–1–1  | Recap   |
| 28 ottobre        | Detroit Wolverines          | Wrigley Field          | S         | 6–0       | 2–2–1  | Recap   |
| 4 novembre        | New York Yankees            | Wrigley Field          | V         | 27–0      | 3–2–1  | Recap   |
| 11 novembre       | Dayton Triangles            | Wrigley Field          | V         | 27–0      | 4–2–1  | Recap   |
| 18 novembre       | Pottsville Maroons          | Wrigley Field          | V         | 13–6      | 5–2–1  | Recap   |
| 25 novembre       | at Detroit Wolverines       | University of Detroit  | S         | 14–7      | 5–3–1  | Recap   |
| 29 novembre       | Chicago Cardinals           | Wrigley Field          | V         | 34–0      | 6–3–1  | Recap   |
| 2 dicembre        | Frankford Yellowjackets     | Wrigley Field          | V         | 28–6      | 7–3–1  | Recap   |
| 9 dicembre        | Green Bay Packers           | Wrigley Field          | S         | 6–0       | 7–4–1  | Recap   |
| 15 dicembre       | at Frankford Yellow Jackets | Frankford Stadium      | S         | 19–0      | 7–5–1  | Recap   |

## Futuri Hall of Famer
- Paddy Driscoll, back
- George Halas, end
- Link Lyman, tackle
- George Trafton, centro